# عرض الرقعة

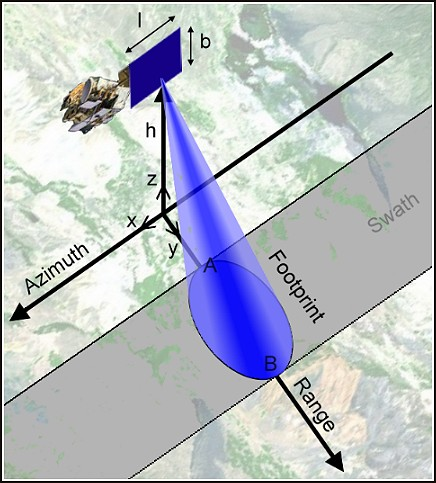
عرض الرقعة بالقمر الصناعي.

يشير مصطلح عرض الرقعة إلى ذلك الشريط من سطح الأرض الذي يتم جمع البيانات الجغرافية عنه بواسطة وسيلة متحركة مثل القمر الصناعي, أو الطائرة أو السفينة أو في عملية مسار رسم خرائط الرقعة. ويُعرف المدى الطولي للرقعة بحركة الوسيلة المتحركة بالنسبة للسطح بينما يتم قياس عرض الرقعة عموديا بالنسبة للمدى الطولي للرقعة. لاحظ أنه يشار إلى عرض الرقعة أيضا في سياق مواصفات السونار . ويتم قياس وتمثيل عرض الرقعة بالمتر أو الكيلو متر.